# Oranienburg
Oranienburg är en stad i det tyska förbundslandet Brandenburg och huvudorten i kretsen Oberhavel. Staden ligger 35 km norr om Berlin. Staden Oranienburg fick sitt namn efter Oranienburgs slott på 1600-talet. Under nazisternas tid vid makten 1933-1945 blev staden ökänd för koncentrationslägren KZ Oranienburg och KZ Sachsenhausen. Lägret Sachsenhausen är idag en minnesplats med ett museum.

## Geografi
Oranienburg ligger vid floden Havel, omkring 35 km norr om Berlins centrum.

### Administrativ indelning
Oranienburg är huvudort i länet Landkreis Oberhavel i förbundslandet Brandenburg, med status av  Große kreisangehörige Stadt, vilket betyder att vissa av Landkreis Oberhavels uppgifter delegeras till stadsförvaltningen.
Oranienburgs stadskommun underindelas i 
- Oranienburgs stadskärna

samt följande stadsdelar (Ortsteile):
- Friedrichsthal
- Germendorf
- Lehnitz
- Malz
- Sachsenhausen
- Schmachtenhagen
- Wensickendorf
- Zehlendorf

## Befolkning
Sedan 1990 har stadens befolkning haft en stigande tendens, från omkring 37 000 invånare strax efter Tysklands återförening till omkring 45 000 2020.  Goda pendlingsmöjligheter till centrala Berlin och ortens ställning som regionalt industricentrum har lett till stor nybyggnation av villor i ortens utkant och upprustning av bostäder i stadens centrum.

## Historik
Oranienburg var ursprungligen en slavisk bosättning, som under 1100-talet och 1200-talet kom att koloniseras av tyska nybyggare. En borg anlades också på platsen för det nuvarande slottet. Orten omnämns först i ett dokument från 1216 som Bochzow, och erhöll stadsrättigheter 1232. Efter att borgen i takt med kolonisationen österut förlorat sin betydelse som gränsfäste lät kurfursten Joakim II av Brandenburg anlägga ett jaktslott där.
Namnet Oranienburg kommer från Lovisa Henrietta av Oranien-Nassau, som 1650 fick staden Bötzow i gåva från sin man, kurfursten Fredrik Vilhelm I av Brandenburg. På platsen anlades kärnan i den nuvarande slottsbyggnaden i holländsk barockstil 1653, med en tillhörande parkanläggning. Slottet döptes till Oranienburg, vilket också blev stadens namn.  
Staden inrättades som en mönsterstad för hantverk och ekonomisk utveckling i Mark Brandenburg, och många inflyttade holländska hantverkare samt judiska och protestantiska religiösa flyktingar från andra delar av Europa slog sig ner i staden.  Under kungen Fredrik I av Preussen utvidgades slottsanläggningen.

### Industrialiseringen
År 1802 såldes Oranienburgs slott till apotekaren Hempel, i syfte att anlägga ett bomullsväveri, men Napoleonkrigen ledde till att väveriet stängdes redan 1807.  1814 inrättades en svavelsyrefabrik i slottet.  Kemisten Friedlieb Ferdinand Runge utförde under denna tid organkemiska experiment med stenkolstjära vid fabriken och räknas som den förste att beskriva ämnena anilin, pyrrol, kinolin, fenol, tymol samt alkaloiderna hyoscyamin och koffein.
1848 flyttade fabriken ut ur slottet och istället inrättade man 1861 ett lärarseminarium i lokalerna, som drevs fram till 1926.  1877 anslöts staden till järnvägsnätet genom byggandet av Oranienburgs station på den norra stambanan mellan Berlin och Stralsund.  Genom de förbättrade kommunikationerna till Berlin tog inflyttningen fart och under denna tid grundades 1883 Tysklands första bosättning och odling för vegetarianer i Oranienburg, Vegetarische Obstbaukolonie Eden.  Byggandet av Oder-Havelkanalen i början av 1900-talet ledde till ett snabbt industriellt uppsving för Oranienburg och bland annat grundades en stålindustri i staden.

### Nazityskland och andra världskriget 1933-1945

#### Koncentrationslägren Oranienburg och Sachsenhausen

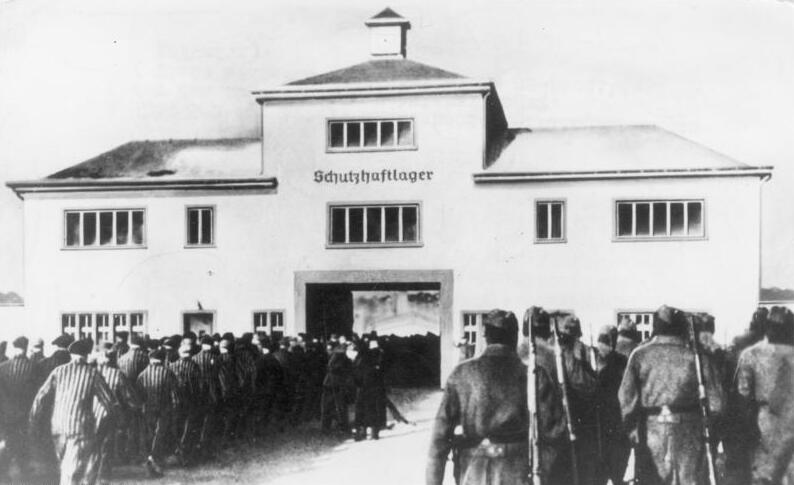
Fångar vid ingången till koncentrationslägret Sachsenhausen, 1936.

Under nazisternas makövertagande 1933 inrättade SA i en nedlagd fabrik i Oranienburg ett fängelse och koncentrationsläger. Det övertogs av SS som lade ned det 1934. År 1936 anlade SS ett nytt koncentrationsläger i orten Sachsenhausen norr om Oranienburgs centrum, KZ Sachsenhausen, där omkring 200 000 människor fängslades, varav omkring 100 000 människor avrättades eller på annat sätt omkom fram till 1945. Huvudkontoret till den myndighet som ansvarade för koncentrationslägren, Inspektion der Konzentrationslager (IKL), förlades 1938 till Oranienburg.

#### Staden under andra världskriget
I Oranienburg låg under kriget flera viktiga rustningsindustrier.  Bland annat fanns fabriker tillhörande stridsflygtillverkaren Heinkel, samt Auerverken som under kriget anrikade uran för den nazityska kärnvapenforskningen, vilket kom till de allierades kännedom. På grund av de krigsviktiga industrierna blev Oranienburg mål för kraftiga bombningar under krigets slutskede 1945.
Den förödande bombningen av urananrikningsanläggningarna vid Auerverken har gjort Oranienburg till Tysklands mest radioaktivt förorenade ort, och fortfarande (2012) uppskattas att flera hundra blindgångare från bombräderna finns i marken i och omkring staden.   Årligen görs stora ansträngningar för att desarmera blindgångare, men arbetet beräknas ta flera decennier i nuvarande takt.
Heinkelverkens byggnader är idag till större delen övergivna men fortfarande finns arbetarbostäderna i Weiße Stadt, den vita staden, kvar.

### Sovjetisk ockupation och Östtyskland 1945-1990
Koncentrationslägret Sachsenhausen användes efter krigsslutet 1945 av den sovjetiska ockupationsmakten som interneringsläger för NSDAP-medlemmar och andra som bedömdes som säkerhetsrisker i det ockuperade Tyskland.  Under namnet Specialläger nummer 7 (efter 1948 nummer 1) fängslades i lägret sammanlagt under åren 1945-1950 omkring 60 000 personer, av vilka omkring 12 000 dog av undernäring, sjukdomar och utmattning till följd av de svåra förhållandena i lägret.
År 1974 införlivades kommunen Sachsenhausen, som dittills varit en självständig ort, i staden Oranienburg.  Fram till 1990 fanns i staden en kasern för Östtysklands gränstrupper.

### Efter Tysklands återförening 1990-
I samband med Tysklands återförening 1990 lades flera industrier i staden ned, men orten är fortfarande en viktig industriort i Berlin-Brandenburgs storstadsregion. 1992 utsattes minnesplatsen Sachsenhausen för ett brandattentat utfört av en högerextremist, vilket ledde till att en av museibarackerna svårt brandskadades.
Oranienburgs stadskärna har genomgått omfattande renoverings- och saneringsarbeten sedan 1990. Slottet är idag museum och inrymmer även Landkreis Oberhavels länsmuseum. 2009 ställdes parken och grönområdena omkring slottet i stadskärnan i ordning för delstaten Brandenburgs trädgårdsutställning. 
I en förvaltningsreform 26 oktober 2003 slogs staden ihop med de mindre grannkommunerna Friedrichsthal, Germendorf, Lehnitz, Malz, Schmachtenhagen, Wensickendorf och Zehlendorf.

## Näringsliv
Till viktigare arbetsgivare i Oranienburg hör medicintillverkaren Takeda Pharma GmbH, ORAFOL Europe GmbH som tillverkar självhäftande produkter, däckåtervinningsfabriken Genan, plastprodukttillverkaren Plastimat och däcktillverkaren Pneu Laurent.  Söder om staden har Rewe-gruppen ett logistikcentrum. Staden räknas som ett av 15 särskilda regionala tillväxtcentra i förbundslandet Brandenburg.

## Kultur och sevärdheter
Minnesplatsen Sachsenhausen har årligen omkring 450 000 besökare.  Museet, som kostnadsfritt är öppet för allmänheten, omfattar större delen av koncentrationslägrets yta och är utspritt över flera byggnader.
I stadens centrum ligger Oranienburgs slott, med park, slottsmuseum och orangeri.  Slottet inrymmer även Landkreis Oberhavels länsmuseum.  Området omkring slottet och kanalen genomgick omfattande försköningsåtgärder som en del av Brandenburgs trädgårdsutställning 2009.
Bland övriga sevärdheter märks Sankt Nicolaikyrkan, ritad av Friedrich August Stüler.
Söder om stadskärnan ligger TURM, ett upplevelsecentrum och äventyrsbad.

## Kommunikationer
Från centrala Berlin betjänas Oranienburgs station av S-bahn (pendeltåg), linje S1. Regionaltåglinjerna RE5, RB12 och RB20 stannar också i Oranienburg. I riktning mot centrala Berlin är det snabbaste alternativet RE5, som betjänar stationerna Potsdamer Platz och Berlin Hauptbahnhof, med omkring en halvtimmes restid.
| Linje | Sträcka                                                                         |  |  |  |
| S1    | Wannsee - Berlin - Frohnau - (Oranienburg)                                      |  |  |  |
| RE5   | Lutherstadt Wittenberg - Berlin - Rostock eller Falkenberg - Berlin - Stralsund |  |  |  |
| RB12  | Lichtenberg - Templin Stadt                                                     |  |  |  |
| RB20  | Potsdam - Oranienburg (via västra länet)                                        |  |  |  |

## Kända Oranienburgbor
- August Vilhelm av Preussen (1722-1758), prins av Preussen och general.
- Werner Michael Blumenthal (född 1926), ekonom, politiker och museichef, USA:s finansminister 1977-1979.
- Walther Bothe (1891-1957), kärnfysiker och nobelpristagare.
- Friedrich Ludwig Dulon (1769-1826), flöjtist och kompositör.
- Fredrik I av Preussen (1657-1713), kung i Preussen och kurfurste av Brandenburg.  Lät bygga ut slottet och använde det som sommarresidens.
- Silvio Gesell (1862-1930), ekonom.
- Carl Gustav Hempel (1905-1997), filosof.
- Lovisa Henrietta av Oranien-Nassau (1627-1667), kurfurstinna av Brandenburg och stadens namngivare.
- Friedlieb Ferdinand Runge (1794-1867), kemist.
- Friedrich Wolf (1888-1953), författare, läkare och kommunistisk politiker.

## Galleri

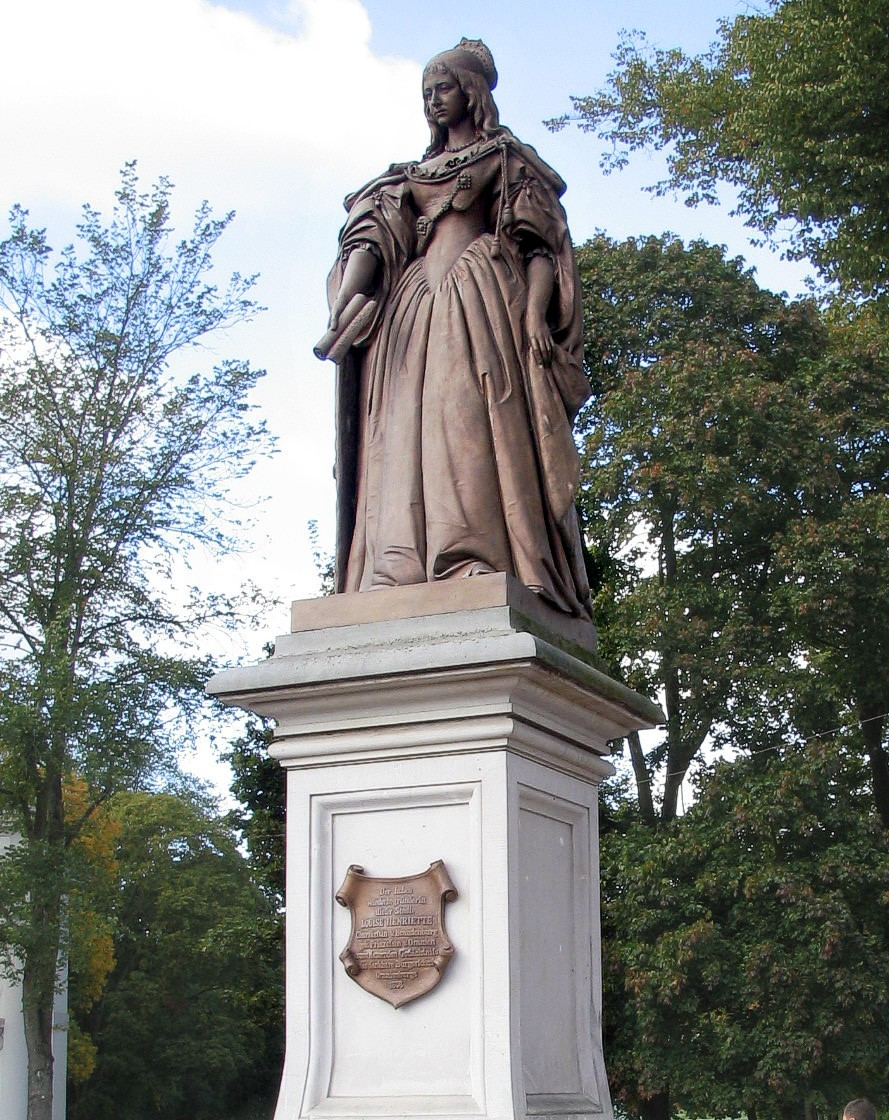
Staty föreställande Lovisa Henrietta av Oranien-Nassau.  I bakgrunden slottsparken.
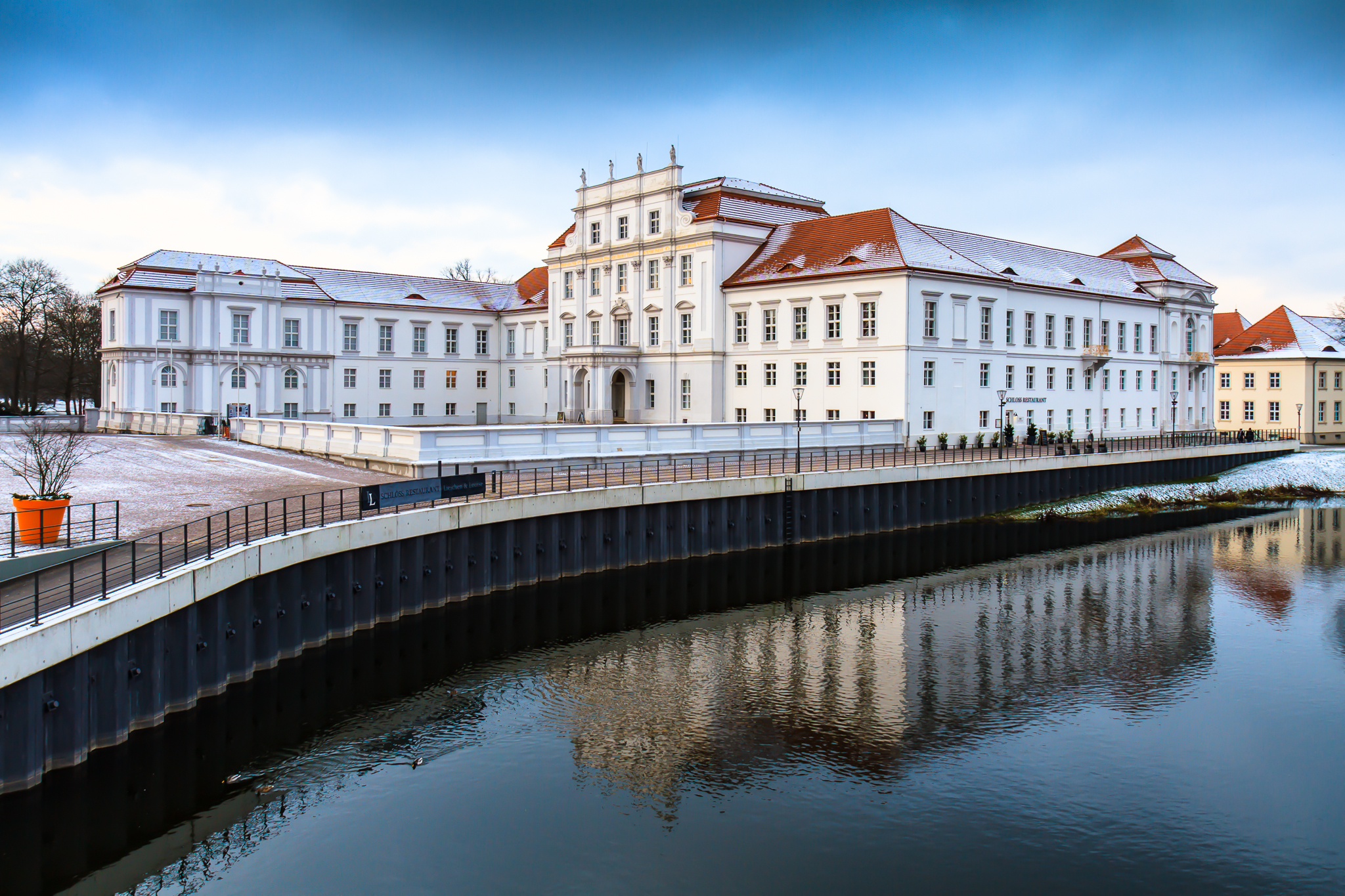
Oranienburgs slott
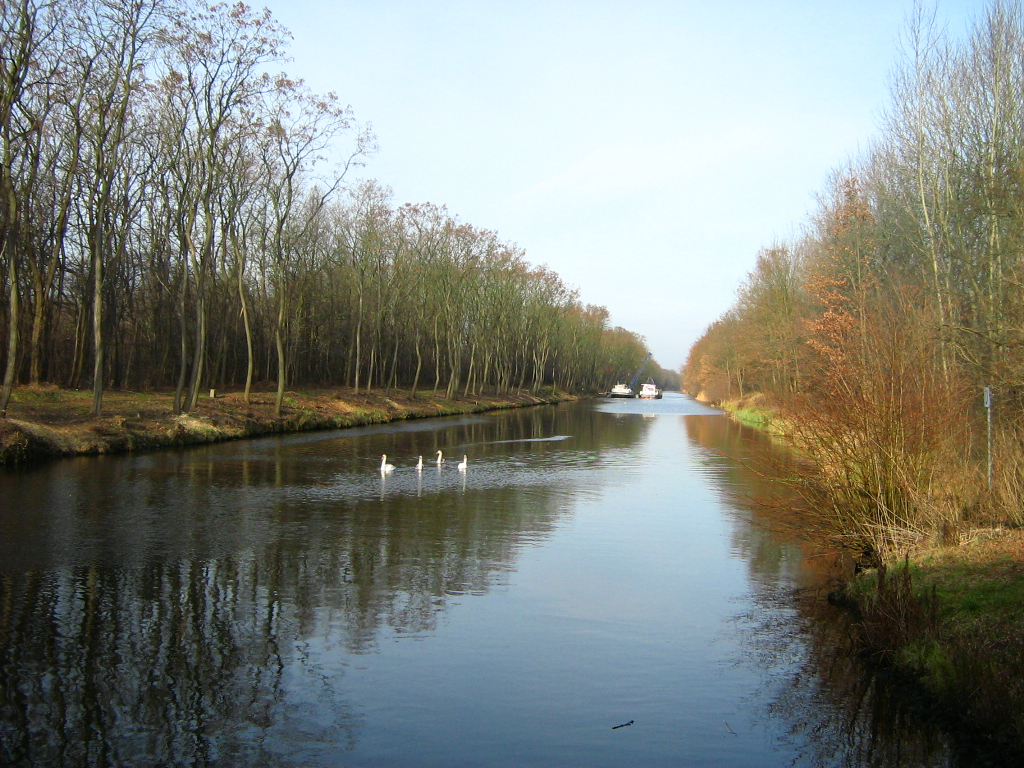
Oranienburgkanalen.
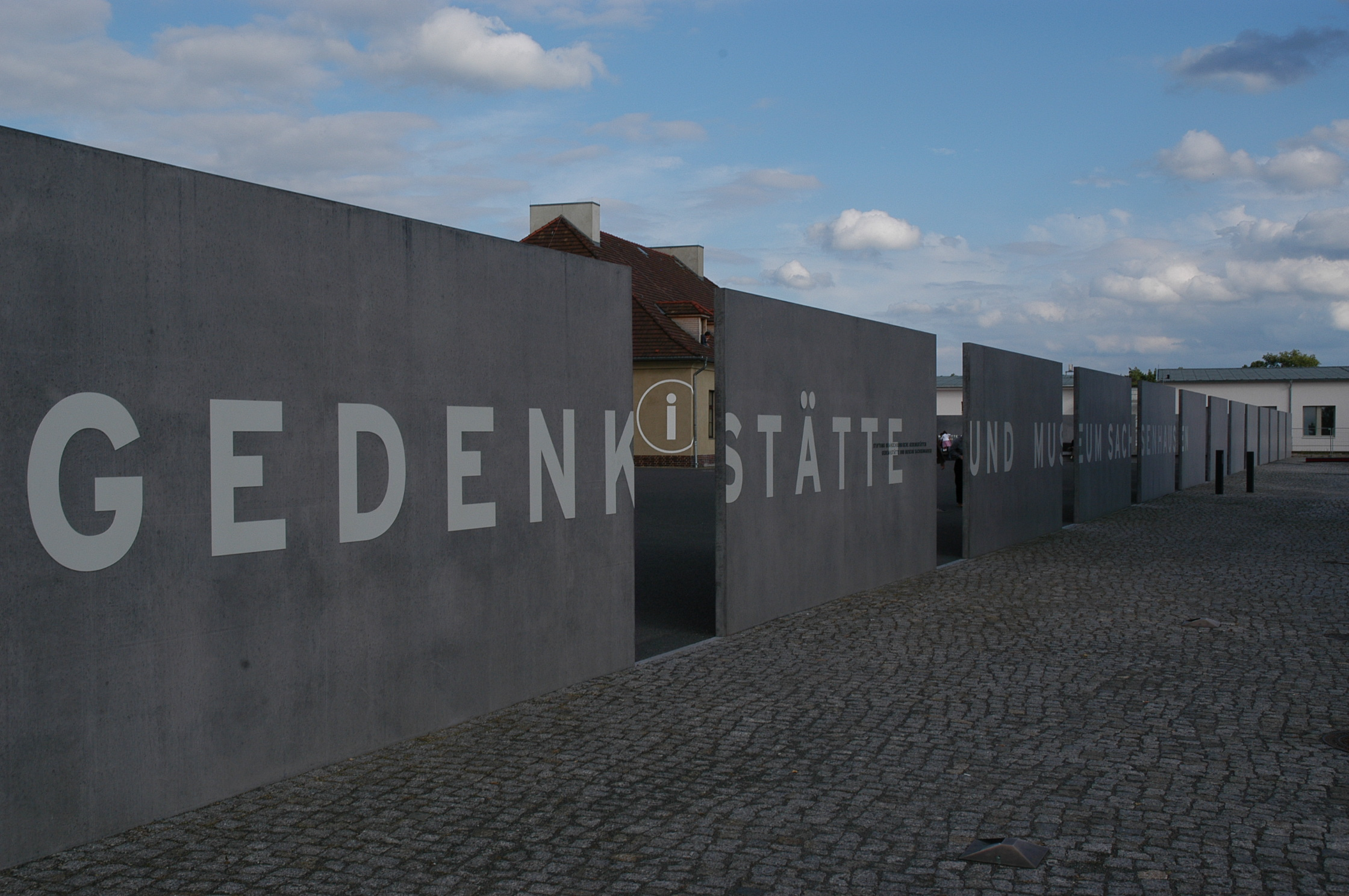
Museet vid minnesplatsen Sachsenhausen
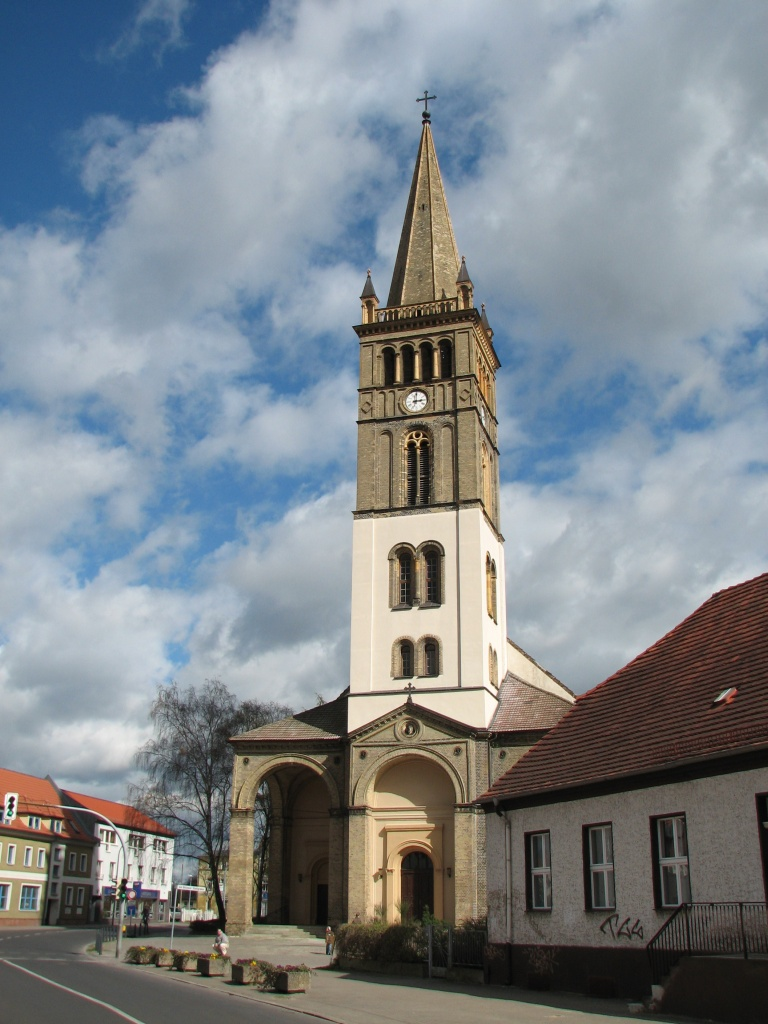
S:t Nikolaikyrkan
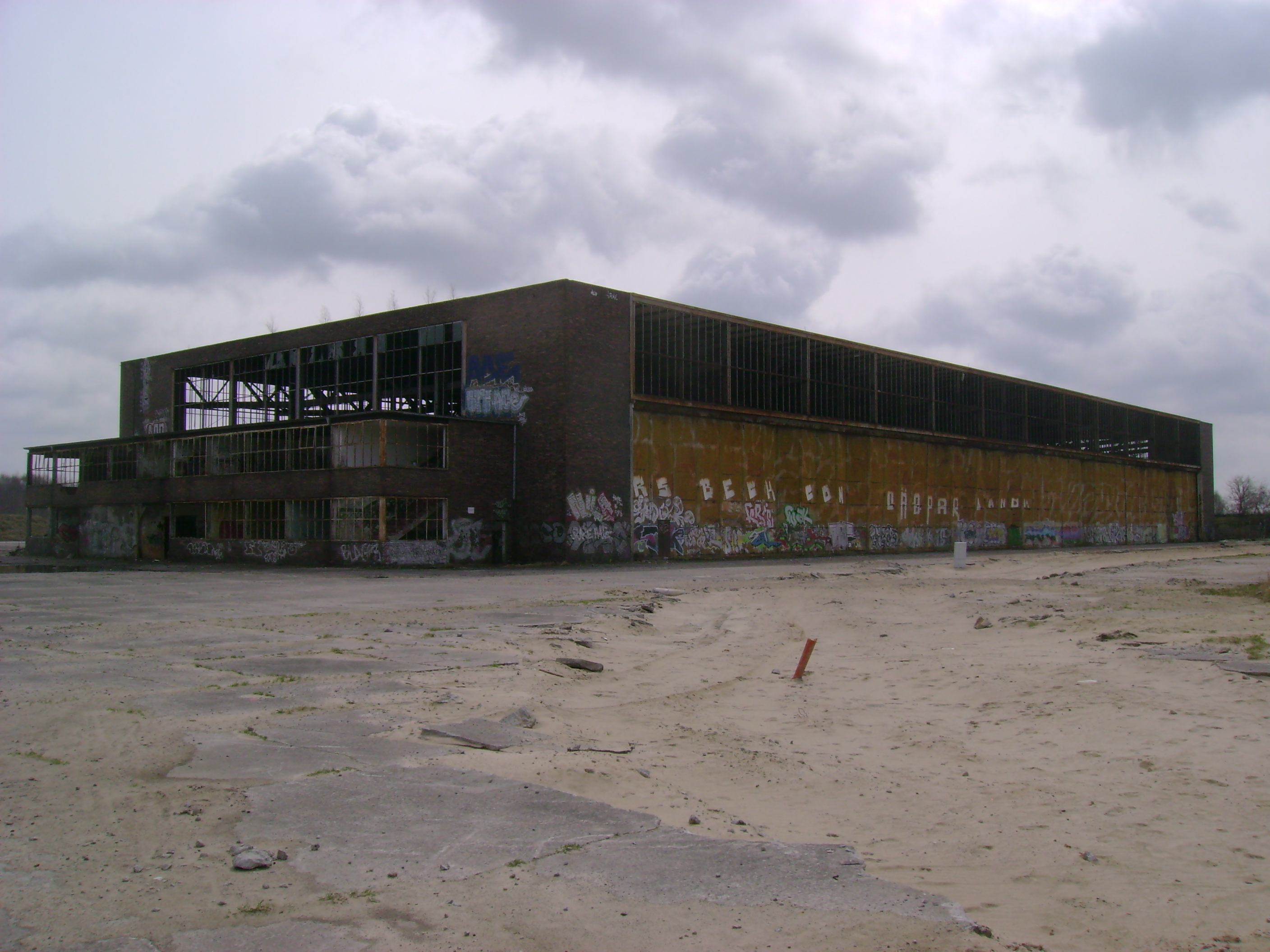
Hangar tillhörande den tidigare Heinkelfabriken i Oranienburg.